# Casa Pedrolo
La Casa Pedrolo és una obra de Cervera (Segarra) inclosa a l'Inventari del Patrimoni Arquitectònic de Catalunya.

## Descripció
Edifici realitzat amb carreus, de quatre plantes. A la planta baixa presenta quatre portes d'arc carpanell, una convertida en finestra. La planta noble presenta tres balcons, amb quatre portes d'arc carpanell. La segona planta presenta quatre balcons idèntics als de la primera planta. La planta superior fa de golfa i presenta quatre finestres quadrangulars.

## Història
Durant el segle xviii fou propietat de la família Pedrolo, amos del Castell de l'Aranyó. L'actual propietari és l'advocat i historiador local Ferran Razquin i Fabregat.